# تريغورسكوي
تريغورسكوي (بالروسية: Триго́рское) (والذي يعني ثلاثة جبال)، هي مانورالية صغيرة سابقة، وهي اليوم متحف يعد جزءًا من مجمع متحف ميخائيلوفسكي، وهو مخصص للكاتب ألكسندر بوشكين (1799-1837).
يقع المتحف في منزل الدولة السابق لعائلة أوسيبوف وولف صديق بوشكين، ويضم 37 هكتارًا من الأرض، في منطقة بوشكينسكي جوري التابعة لأوبلاست بسكوف. يقع على بعد كيلومتر واحد من قرية شابرويكي الصغيرة غير البعيدة عن نهر سوروت.

## صور

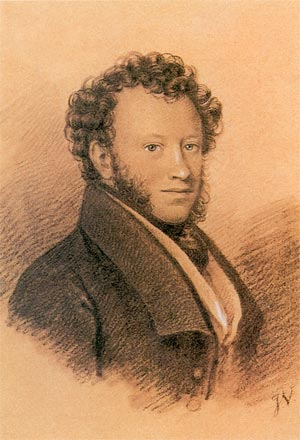
صورة لبوشكين عند عودته من المنفى عام 1826
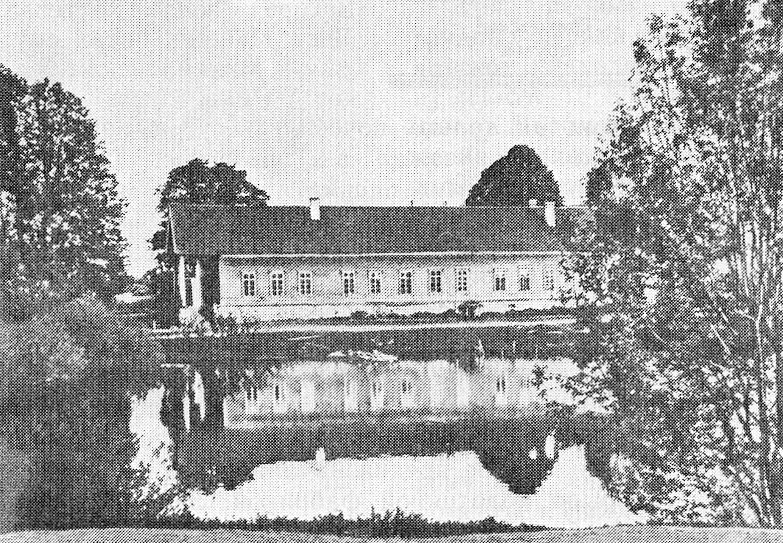
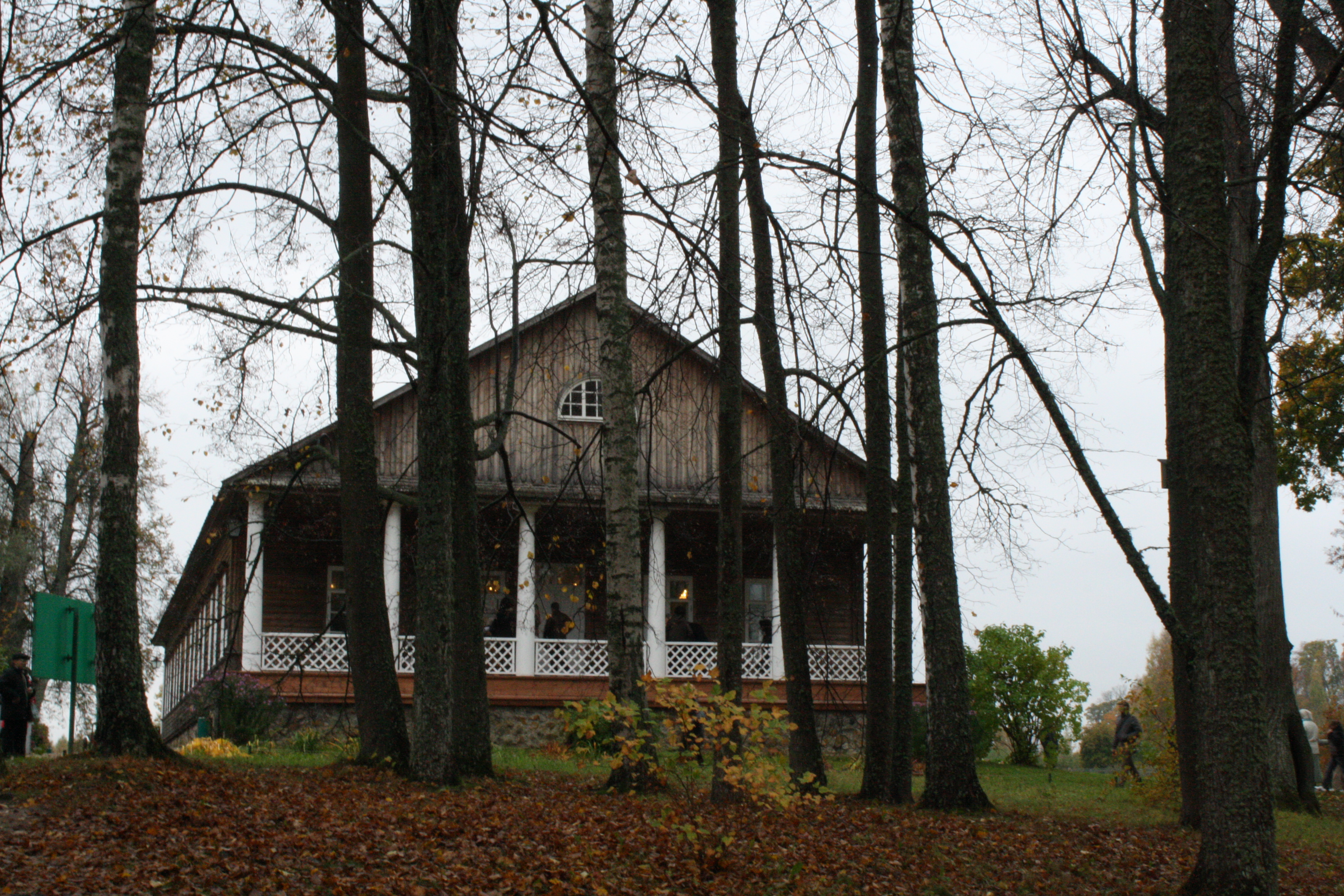

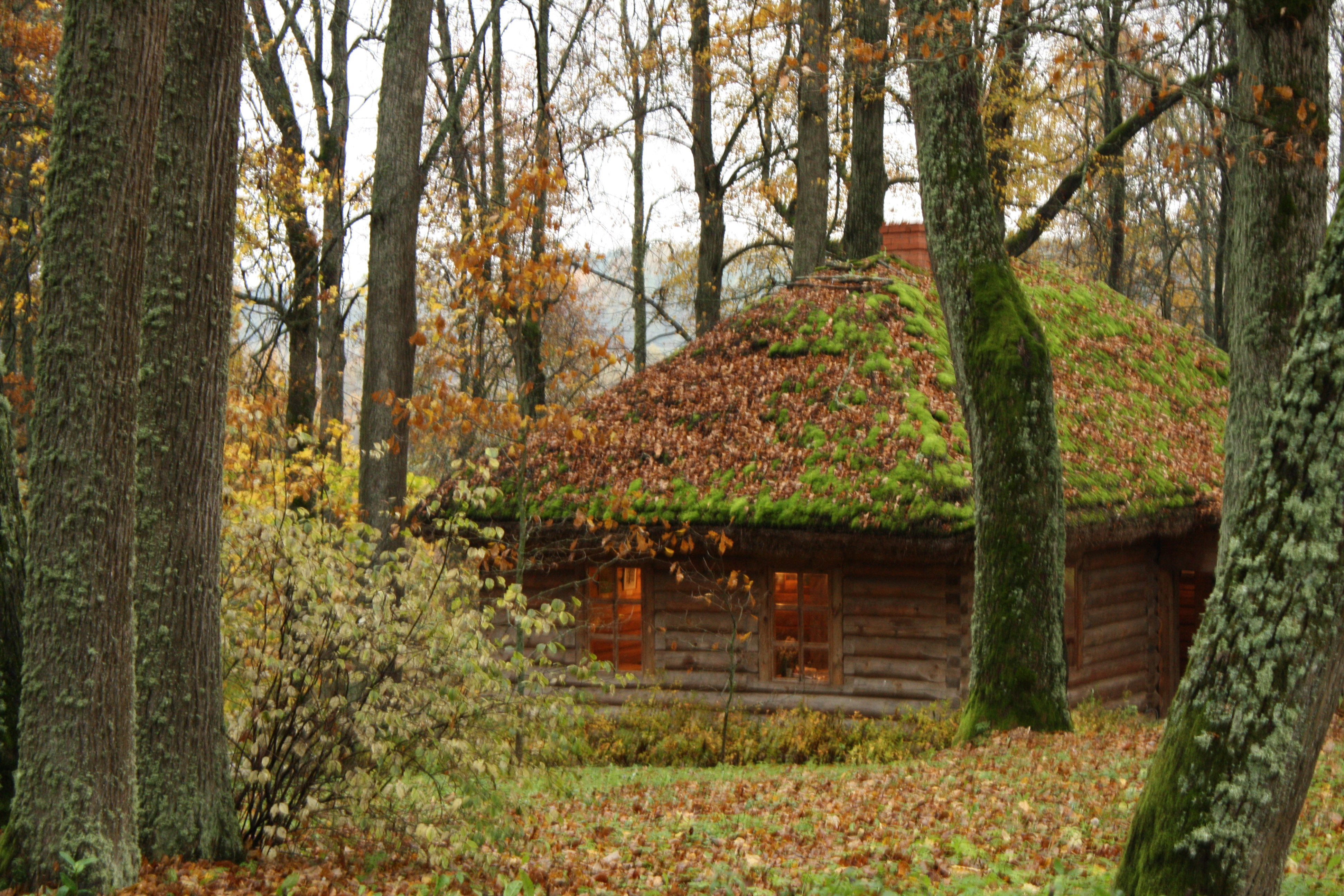
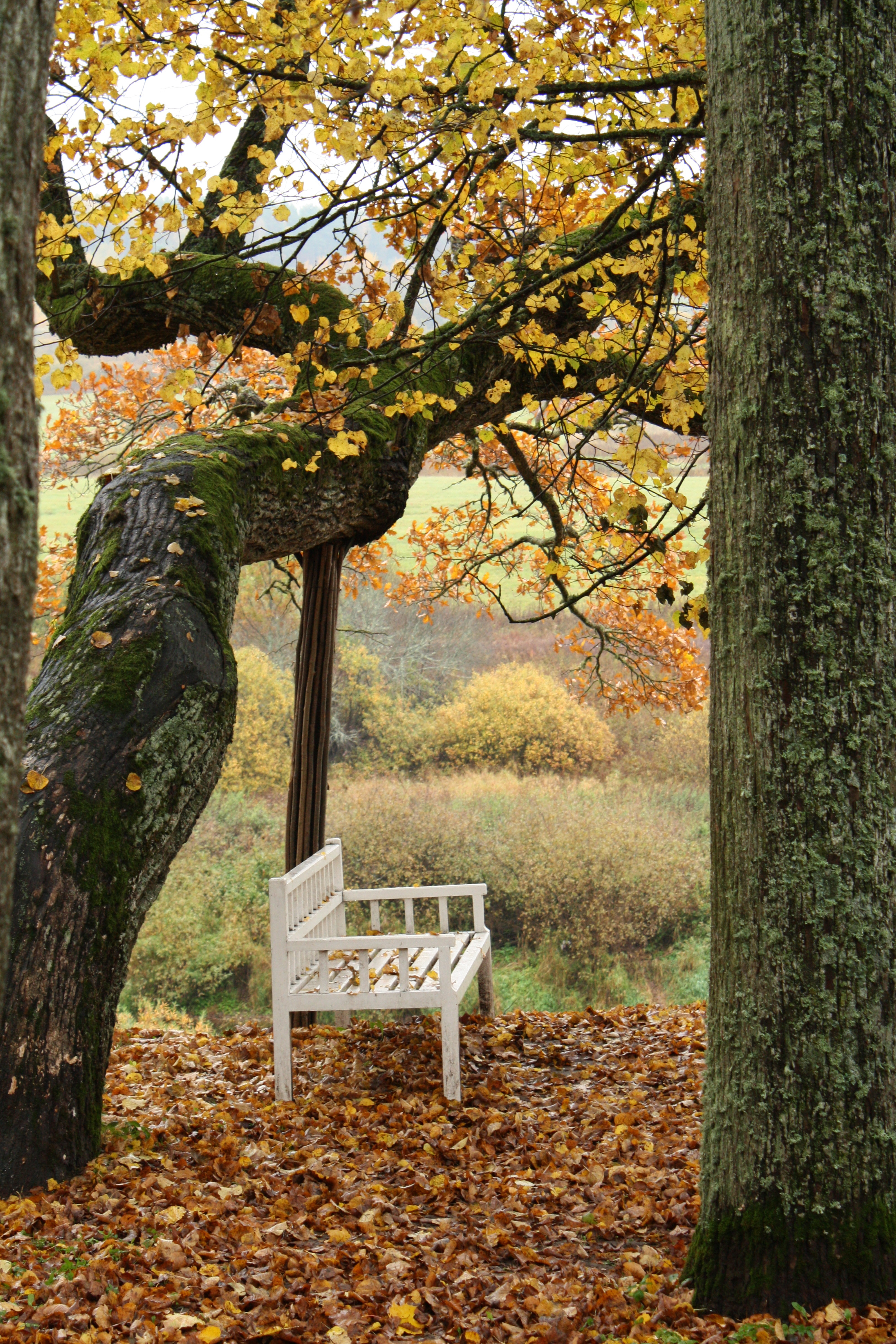
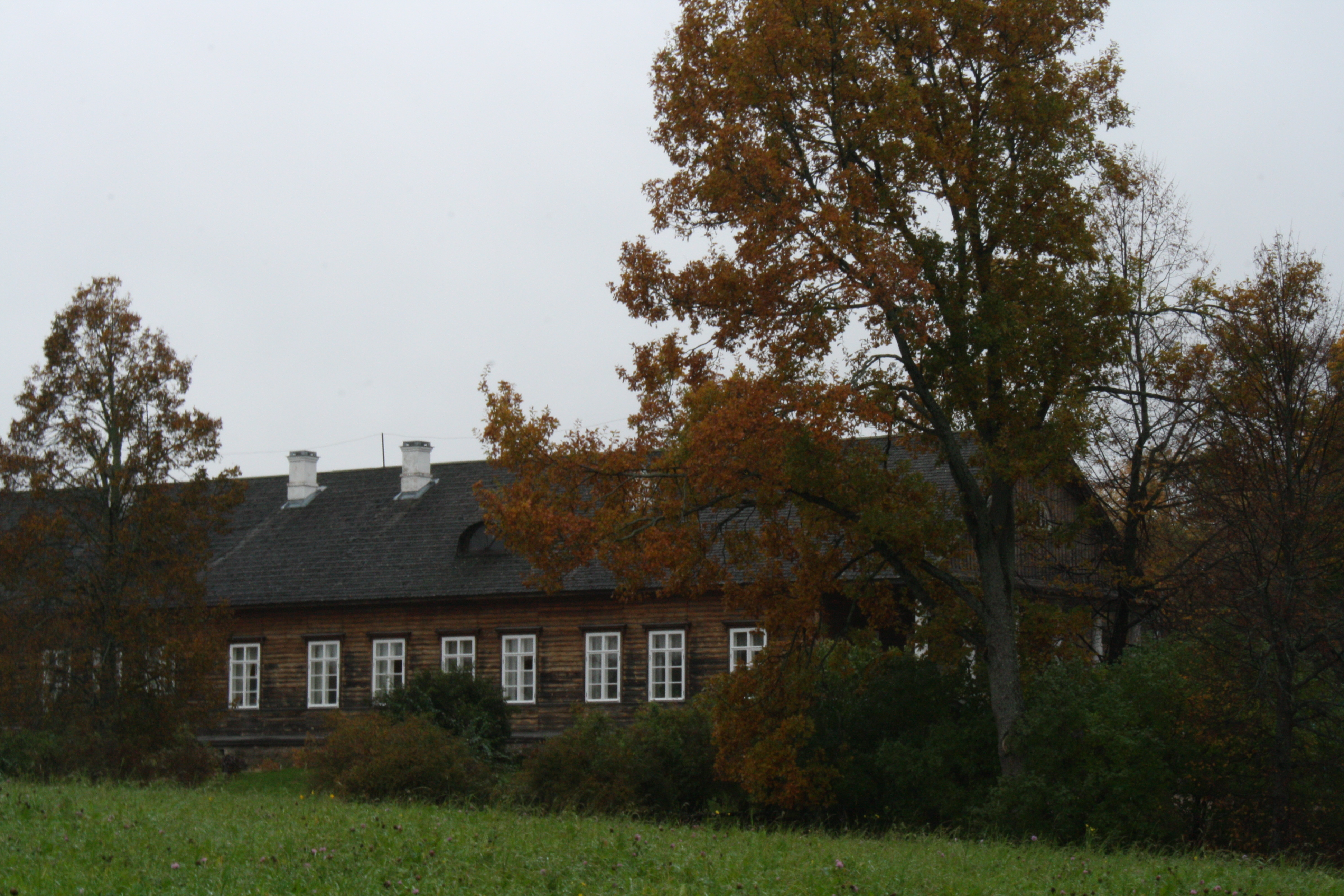
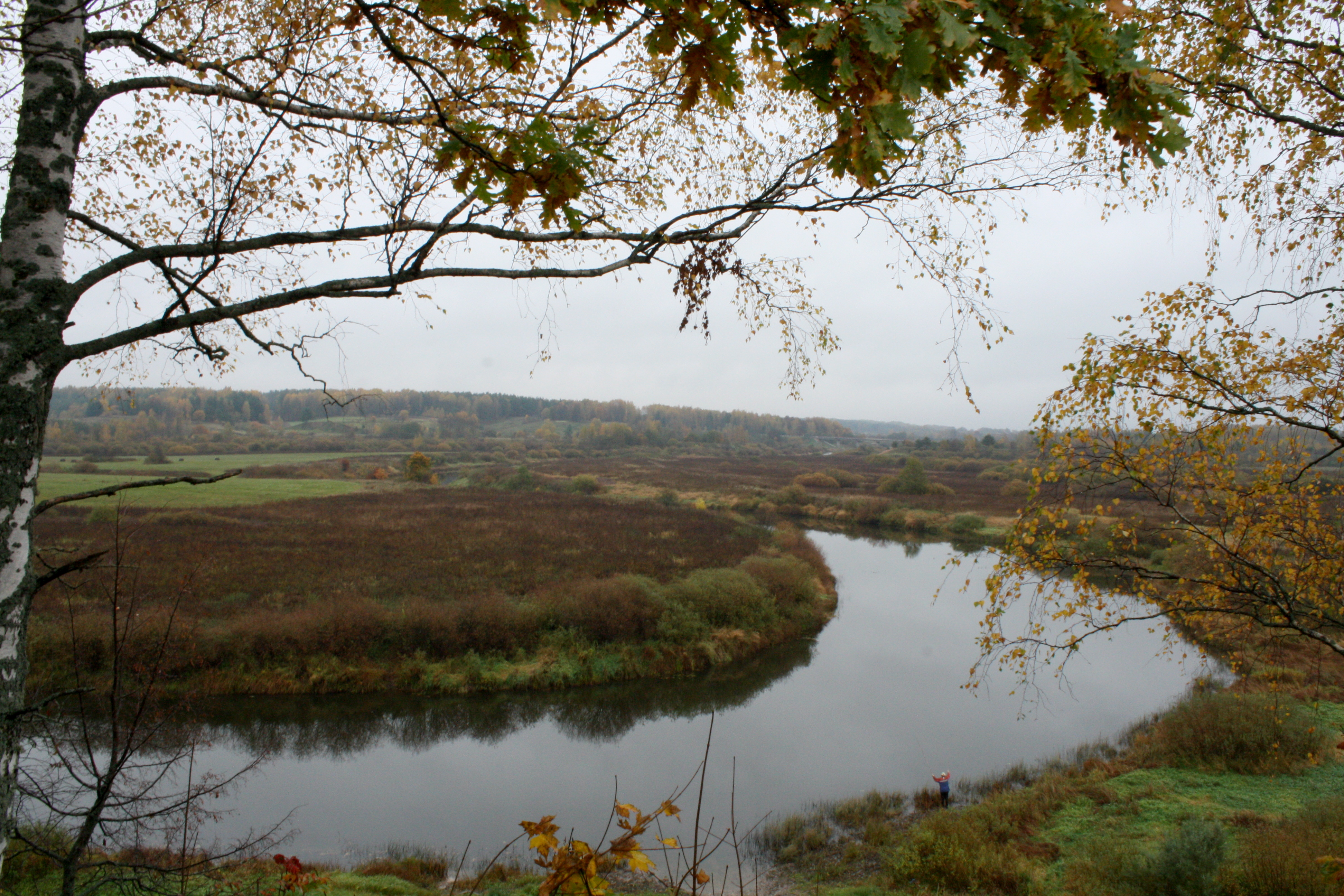
منظر لنهر سوروت في أكتوبر

## بوشكين وتريغورسكوي
التقى بوشكين بعائلة وولف-أوسيبوف خلال إقامته الأولى في ميخائيلوفسكوي، وهو العام الذي بلغ فيه الثامنة عشرة من عمره، عندما كان قد أنهى بالفعل المدرسة الثانوية في تسارسكوي سيلو، لكنه عاد من أوديسا في يوليو 1824. كان يذهب على ظهور الخيل كل يوم تقريبًا إلى تريغورسكوي.

## روابط خارجية
- Site officiel du musée-réserve Pouchkine de Mikhaïlovskoïe  [[منتخب  لاتحاد الرغبي|]] (بالإنجليزية)